# 唐灭辅公祏之战
唐灭辅公祏之战，唐高祖武德六年（623年）八月至武德七年（624年）三月，唐朝在江东平灭自称宋帝的淮南道行台左仆射辅公祏的战争。
武德二年（619年）九月，淮南、江东的农民起义軍在杜伏威、辅公祏的率领下归降唐朝。唐高祖任命杜伏威为淮南安抚大使、和州总管、楚王。
武德三年（620年）六月，李渊集中兵力削平王世充、窦建德、萧铣，于是用特殊待遇拉拢杜伏威，下诏授杜伏威使持节、总管江淮以南诸州军事、扬州（治今南京市）刺史、东南道行台尚书令、淮南道安抚大使、上柱国，封吴王，赐姓李氏，主宰东南军务，位在秦王李世民之下、齐王李元吉之上；以辅公祏为行台左仆射，封舒国公。
武德五年（622年）七月，唐朝秦王李世民击败刘黑闼起义军后，乘胜进攻反唐的兖州总管徐圆朗，兵震淮泗，李渊令杜伏威入朝。杜伏威从命，以辅公祏守丹阳（今南京市），将兵权交给右将军王雄诞。辅公祏不满，诈称得杜伏威书信，在武德六年（623年）八月杀王雄诞，夺其兵权，起兵反唐，自称宋帝。修缮兵器，筹措军粮，以道士左游仙为兵部尚书、东南道大使、越州总管，并与反唐的前洪州（治今南昌市）总管张善安联兵，任命张善安为西南道大行台。
八月二十二日，唐高祖任命襄州道行台仆射、赵郡王李孝恭为行军元帅，率水军开赴江州（治浔阳县，今江西省九江市）；岭南道大使李靖为副帅，率领交州（治交趾县，今越南河内市西北）、广州（治南海县，今广东省广州市）、泉州（治原丰县，今福建省福州市）、桂州（治始安县，今广西桂林市）等州兵马，屯守宣州（治宣城县，今安徽省宣城市）；怀州总管黄君汉从谯州（今安徽省谯县）、亳州（治谯县，今安徽省亳州市）南下，齐州总管李世勣沿淮河、泗河南下；舒州总管张镇周向猷州（治今安徽省泾县西）进军，唐军一共七总管率军由水陆而进，全部受李孝恭节制，从西、南、北三面进攻辅宋。
九月十五日，宋将徐绍宗攻打海州（治朐县，今江苏省连云港市西南），陈正通攻寿阳（今安徽省寿县）。九月十九日，唐朝下诏讨伐辅公祏。辅公祏命部将冯惠亮、陈当世率舟师三万屯守在博望山（在今安徽省当涂县西南），前军抵达枞阳。陈正通、徐绍宗率步骑三万进驻青林山（今安徽省当涂县东南），和冯惠亮部成犄角之勢。同时在梁山（今安徽省和县南）连铁锁截断长江水路，西岸筑垒，东岸修却月城，绵延十余里，抵御唐军。十一月，唐军开始进攻。十一月十二日，张镇周在猷州黄沙城（今安徽省泾县东南）击败宋将陈当世。十二月初二，安抚使李大亮诱擒张善安，其众溃散，辅公祏失去了江西的策应。
武德七年（624年）正月十一日，李孝恭率军攻下枞阳。二月，辅公祏发兵数万攻打猷州，唐朝猷州刺史左难当率兵固守。李孝恭攻克鹊头镇（今安徽省铜陵市东北）。二月十二日，唐朝行军副总管权文诞击退攻打猷州的宋军，攻克枚洄（今安徽省泾县）等四镇。三月十六日，李孝恭在芜湖攻打宋军，攻克芜湖，既而攻占梁山等三镇。三月二十一日，唐朝徐州总管任瓌攻克扬子城（今江苏省扬州市西南），广陵城主龙龛投降。李世勣率领一万步兵渡过淮河，攻克寿阳，再攻打硖石（今安徽省寿县西北），进逼宋军的水陆防线。冯慧亮等坚守不战，李孝恭出奇兵截断敌军粮道。冯惠亮等缺少粮食，于是在夜间发兵攻打李孝恭大营。李孝恭按兵不动，双方对峙，冯慧亮只好退归。
李孝恭召众将商议，众将大都认为冯慧亮等以强兵据水陆险要，不易攻克，不如袭其丹阳巢穴。李孝恭想要听从他们的建议，李靖却认为如果攻打丹阳一个多月不克，将会腹背受敌，不如出其不意，攻打敌军城栅，一举破敌。李孝恭于是采纳李靖之策，派老弱之兵先进攻冯惠亮军营寨，自己率兵严阵以待。冯惠亮中计，击败唐军弱兵后挥师追击数里。唐军主力与之决战，将冯惠亮打败。冯惠亮单船逃走，唐军乘胜追击陈正通军，冯惠亮、陈正通所部溃散，被杀及淹死者万余人，陈正通率十几个骑兵逃回丹阳，辅公祏的水陆防线崩溃。李靖率轻騎抵达丹阳，辅公祏拥兵数万，却不战弃城东逃。想要到会稽（今浙江省绍兴市）与左游仙会合。李世勣率军尾追，辅公祏逃到句容（今江苏省句容市），跟随他的仅剩下五百余人。夜宿常州时，其部将计划擒获他归降唐朝。辅公祏察觉后，斩关而出，率数十名心腹逃道武康（今浙江省德清县西），被民间武装抓住，送至丹阳。李孝恭在丹阳处死辅公祏，分捕余部，全部处决。杜伏威也在长安被杀害。江东地区平定，唐朝统一大业基本完成。